# Bo Abrahamsson
Bo Axel Abrahamsson (Estocolmo, 20 de julio de 1931) es un ingeniero y empresario sueco.
Abrahamsson se graduó del Real Instituto de Tecnología (KTH) en 1958. Inició su carrera profesional en Flygt International en Solna, donde trabajó desde 1956 hasta 1959. Posteriormente, fue director técnico y vicepresidente de Bergman Borås AB en Solna de 1959 a 1965. Después, ocupó el cargo de director general en CE Johansson AB (1965-1967) y en Engström & Nilson Maskin AB (1967-1971). Entre 1977 y 1982, se desempeñó como director general de Gränges AB.
En 1986, fue elegido miembro de la Real Academia Sueca de Ciencias de la Ingeniería.